# Стефан Гаврилов
Стефан Емилов Гаврилов (роден на 9 юли 2000 г.) е български футболист, който играе на поста централен полузащитник. Състезател на Берое.

## Кариера
На 20 юли 2019 г. Гаврилов дебютира за отбора на Септември (София) при победата с 2:0 като домакин на Струмска Слава.

### Ботев Враца
На 20 август 2021 г. Стефан е обявен за ново попълнение на Ботев (Враца). Прави дебюта си на 28 август при равенството 0:0 като домакин на Локомотив (Пловдив).

### Берое
На 26 юни 2023 г. Гаврилов подписва със старозагорския Берое. Записва своя дебют за тима на 7 август при победата с 2:0 като домакин на Крумовград.

## Национална кариера
На 5 септември 2019 г. Гаврилов дебютира за националния отбор на България до 21 г. в квалификация за Европейското първенство по футбол за младежи през 2021 г., спечелена от "лъвовете" с 0:4 като гост на националния отбор на Естония до 21 г.